# Kawai (Familienname)
Kawai (japanisch 河合, 川合, 川井, 河井, 河相 oder 川相) ist ein japanischer Familienname.

## Herkunft und Bedeutung
Kawai ist entweder ein Wohnstätten- oder ein Herkunftsname. Als Wohnstättenname ist die Bedeutung je nach Schreibweise leicht unterschiedlich, wobei alle Schreibweisen die Kanji 河 oder 川 (dt. Fluss) enthalten. Er bezeichnete also in jedem Fall Personen, die an einem Fluss wohnten. Als Herkunftsname erfolgte die Benennung nach dem Siedlungsnamen Kawai (mehrfach in Japan).

## Namensträger
- Aya Kawai (* 1975), japanische Eiskunstläuferin
- Ayumu Kawai (* 1999), japanischer Fußballspieler
- Carlos Kawai (* 1969), brasilianischer Tischtennisspieler
- Kawai Eijirō (1891–1944), japanischer Verfechter einer sozialliberalen Gesellschaftsordnung
- Eri Kawai (1965–2008), japanische Singer-Songwriterin und Arrangeurin
- Kawai Gyokudō (1873–1957), japanischer Maler
- Kawai Jittaro (1865–1945), japanischer Mathematiker
- Hayao Kawai (1928–2007), japanischer Psychologe
- Kawai Kanjirō (1890–1966), japanischer Töpfer und Verfasser von Büchern zur Töpferei
- Katsuyuki Kawai (* 1963), japanischer Abgeordneter
- Kenji Kawai (* 1957), japanischer Komponist
- Kenta Kawai (* 1981), japanischer Fußballspieler
- Kawai Koichi (1886–1955), Gründer des Unternehmens für Musikinstrumente
- Kōichi Kawai (* 1979), japanischer Fußballspieler
- Maki Kawai (* 1956), japanische Chemikerin und Hochschullehrerin
- Masahiro Kawai (* 1964), japanischer Baseballspieler
- Kawai Michi (1877–1953), japanische Pädagogin und christliche Aktivistin
- Miyabi Kawai (* 1974), deutsch-japanische Modedesignerin, Kostümbildnerin und Stylistin
- Risako Kawai (* 1994), japanische Ringerin
- Ryōichi Kawai (* 1940), japanischer Jazzmusiker
- Ryūichi Kawai (* 1983), japanischer Eishockeyspieler
- Ryūji Kawai (* 1978), japanischer Fußballspieler
- Kawai Ryūko (1888–1959), japanischer Dichter
- Shūto Kawai (* 1993), japanischer Fußballspieler
- Kawai Sora (1649–1710), japanischer Haiku-Dichter
- Kawai Suimei (1874–1965), japanischer Dichter
- Takanori Kawai (* 1964), japanischer Abgeordneter
- Takuma Kawai (* 1988), japanischer Eishockeyspieler
- Kawai Tatsuo (1889–1965), japanischer Diplomat und Publizist
- Takahiro Kawai (* 1945), japanischer Mathematiker
- Takayasu Kawai (* 1977), japanischer Fußballspieler
- Tetta Kawai (* 2000), japanischer Fußballspieler
- Tokumo Kawai (* 2007), japanischer Fußballspieler
- Toshiki Kawai (* 1963), japanischer Manager
- Toshinobu Kawai (* 1967), japanischer Shorttracker
- Kawai Tsugunosuke (1827–1868), japanischer Samurai
- Tsunenori Kawai (* 1937), japanischer Abgeordneter
- Kawai Yahachi (1877–1960), Präsident des Sangiin
- Kawai Yoshinari (1886–1970), japanischer Unternehmer und Politiker
- Yōsuke Kawai (* 1989), japanischer Fußballspieler
- Yukako Kawai (* 1997), japanische Ringerin
- Yūmi Kawai (* 2000), japanische Schauspielerin